# Novi Iskar
Novi Iskar (Bulgaars: Нови Искър) is een kleine stad aan de rand van Sofia in het westen van Bulgarije. De stad Novi Iskar werd in mei 1974 gevormd door de samenvoeging van 3 dorpen: Aleksandar Vojkov, Gniljana en Koerilo. Het dorp Aleksandar Vojkov werd in 1955 gevormd door een fusie van de dorpen Koemaritsa en Slavovtsi.

## Bevolking
De bevolking van Novi Iskar schommelt sinds 1975 tussen de 13.000 en 15.000 inwoners.
|  |

De stad wordt grotendeels bewoond door etnische Bulgaren (98%).
| Etnische samenstelling van de respondenten (2011) | Etnische samenstelling van de respondenten (2011) | Etnische samenstelling van de respondenten (2011) | Etnische samenstelling van de respondenten (2011) | Etnische samenstelling van de respondenten (2011) |
| ------------------------------------------------- | ------------------------------------------------- | ------------------------------------------------- | ------------------------------------------------- | ------------------------------------------------- |
|                                                   |                                                   |                                                   |                                                   |                                                   |
| Bulgaren                                          | Bulgaren                                          |                                                   | 98,0%                                             | 98,0%                                             |
| Turken                                            | Turken                                            |                                                   | 0,3%                                              | 0,3%                                              |
| Roma                                              | Roma                                              |                                                   | 0,9%                                              | 0,9%                                              |
| Anders/Onbekend                                   | Anders/Onbekend                                   |                                                   | 0,8%                                              | 0,8%                                              |

## Geboren
- Vidin Apostolov (1941-2020), voetballer